# Contea di Hamilton (Iowa)
La contea di Hamilton (in inglese Hamilton County) è una contea dello Stato dell'Iowa, negli Stati Uniti. La popolazione al censimento del 2000 era di 16 438 abitanti. Il capoluogo di contea è Webster City.